# دايفيد كروس
دايفيد كروس (بالإنجليزية: David Cross) هو عازف كمان وملحن بريطاني، ولد في 23 أبريل 1948 في بليموث في المملكة المتحدة.

## وصلات خارجية
- الموقع الرسمي
- دايفيد كروس على موقع IMDb (الإنجليزية)
- دايفيد كروس على موقع ميوزك برينز (الإنجليزية)
- دايفيد كروس على موقع أول ميوزيك (الإنجليزية)
- دايفيد كروس على موقع ديسكوغز (الإنجليزية)
- دايفيد كروس على موقع قاعدة بيانات الفيلم (الإنجليزية)